# إدواردو سيبرانغو
إدواردو سيبرانغو (13 أبريل 1973 بسانكتي سبريتوس في كوبا - ) هو لاعب كرة قدم كوبي في مركز الهجوم. شارك مع منتخب كوبا لكرة القدم. أما مع النوادي، فقد لعب مع إمباكت مونتريال وفانكوفر وايتكابس وRochester Rhinos ‏ وفانكوفر وايتكابس (نادي كرة قدم) وFC Sancti Spíritus ‏ وHershey Wildcats ‏ ومونتريال إمباكت (1992–2011).

## وصلات خارجية
- إدواردو سيبرانغو على موقع الدوري الأمريكي (الإنجليزية)
- إدواردو سيبرانغو على موقع قاعدة بيانات كرة القدم.إي يو (الإنجليزية)
- إدواردو سيبرانغو على موقع ناشيونال فوتبول تيمز (الإنجليزية)